# Leucorrhinia intermedia
Leucorrhinia intermedia is een libellensoort uit de familie van de korenbouten (Libellulidae), onderorde echte libellen (Anisoptera).
De wetenschappelijke naam Leucorrhinia intermedia is voor het eerst geldig gepubliceerd in 1912 door Bartenev.